# Кале Четаунгнйо
Кале Четаунгнйо (*бірм. ကလေး ကျေးတောင် ညို; 10 жовтня 1385 — 1 травня 1426) — 7-й володар царства Ава у 1425—1426 роках. Панував 7 місяців.

## Життєпис

### Собва
Онук Свасоке, володаря Ави. Старший син спадкоємця трону Ман Начє і Мін Гла М'ят. Народився 1385 в столиці держави, отримавши ім'я Нйо. 1400 року його батька став новим правителем, а Нйо претендував на статус спадкоємця трону. Але невдовзі його батька було вбито, а трон після нетривалої боротьби захопив стрийко Мінкгаунґ I. Оскільки Нйо не брав участь у цій боротьбі, то він зберіг статус принца. В свою чергу було влаштовано шлюб Нйо з Со Нанттха, донькою Мінкгаунґа I.
У 1406 році призначається намісником захопленого шанського князівства Кале Четаунг з титулом собва (князь), заміснивши там Анорату, який став правителем араканської держави Лемро. Доволі швидко більше дипломатією, а ніж силою придушив повстання шанів.
У 1408 році брав участь у війні проти Гантаваді. 1412 року відзначився у війні проти шанського князівства Сенві та мінської армії. 1415 року брав участь у запелій битві при Далі проти Гантаваді. Звитяжив у військовій кампанії 1417—1418 років, захопивши важливу фортецю Гмавбі, що відкрило шлях на Пеґу.
У листопаді 1422 року очолив 6-тисячне військо для наступу проти Гантаваді. Його підтримав Могньїнтадо з 8,5 тис. вояків. Діяв переважно на річці Іраваді. Вони спільно захопили ключові міста і порти гирла річки, що призвело до укладання міцного миру.
У серпні 1425 році внаслідок змови організованої Шін Боме проти свого чоловіка Тхіхатху, володаря Ави, той потрапив у засідку й загинув. Ймовірно Шін Боме на той час вже стала коханкою Нйо, тому що вона активно агітувала за обрання того правителем. Втім вибір ради міністрів впав на Мінглу, сина Тхіхатху.
У листопаді 1425 році на заклик Шін Боме рушив на столицю. В цей час остання отруїла Мінглу, внаслідок чого Нйо спокійно захопив трон.

### Панування
Він негайно спробував заручитися підтримкою своїх васалів, даруючи та обіцяючи щедрі подарунки (коштовності та жінок), внаслідок чого більшість васалів та намісників визнали його владу. Але Мін Мага (Манмага), намісник П'ї, і Могньїнтадо, собва одного з шанських князівств, відмовилися підкоритися.
У лютому 1426 році Могньїнтадо з загонами більшості шанських князів, рушив на Аву. В свою чергу володар держави біля Тіссейні зібрав військо, до якого доєднався Ле Тхан Бва, шанський собва Онбаунгу, що залишився вірним Нйо. В битві при Тіссейні царське військо зазнало поразки. В битві біля столиці в ключовий момент собва Ле Тхан Бва, підкуплений Могньїнтадо, залишив поле бою.. Це викликало загальну втечу війська.
Сам правитель вирішив перебратися до Лаунггьєту в Аракані. Під час подорожі він раптово захворів й помер в Араканських горах.